# Karl Fritzsche (Tiermediziner)
Karl Fritzsche (* 20. Dezember 1906 in Ottendorf bei Sebnitz; † 20. November 2000) war ein deutscher Veterinär. Er gilt als Nestor der Geflügelmedizin in Deutschland.

## Leben
Der Sohn des Böhlener Schulleiters Oskar Fritzsche besuchte ab 1916 das Königin-Carola-Gymnasium in Leipzig, das er 1926 mit dem Reifezeugnis verließ. Anschließend studierte er an der Universität Leipzig und in Wien Veterinärmedizin und promovierte 1930 bei Karl Nieberle.
Seine berufliche Laufbahn führte ihn zunächst nach Breslau, wo er am Tiergesundheitsamt unter Martin Lerche tätig wurde, von dem er seine wissenschaftliche Prägung erhielt. Er forschte und publizierte zur Marek'schen Geflügelkrankheit und machte sich einen Namen durch die Einrichtung eines Geflügelgesundheitsdienstes.
1940 habilitierte er sich an der Universität Leipzig mit einer Arbeit über Geflügellähme. Nach Ableistung des Kriegsdienstes in einer Veterinäruntersuchungseinheit wurde er 1946 mit der Errichtung des Landes-Veterinäruntersuchungsamtes für Rheinland-Pfalz in Koblenz beauftragt, das er als Direktor bis zum Eintritt in den Ruhestand im Jahre 1971 leitete.
Ab 1953 lehrte er an der Universität Gießen das Fach Geflügelkrankheiten. Daneben entstanden über 250 wissenschaftliche Arbeiten zu verschiedenen Themen der Veterinärmedizin. Zudem war er Mitherausgeber eines Lehrbuchs für Geflügelkrankheiten, das zu einem Standardwerk in der Tiermedizin wurde.
Als langjähriger Leiter der Fachgruppe Mikrobiologie der Deutschen Veterinärmedizinischen Gesellschaft wurde er zu deren Ehrenmitglied ernannt.
1971 erhielt er die Ehrendoktorwürde der Tierärztlichen Hochschule Hannover.
1993 stiftete er den Karl-Fritzsche-Preis der Veterinärmedizinischen Gesellschaft, mit dem junge Wissenschaftler der Veterinärmedizin ausgezeichnet werden sollen, die erfolgreich zu Infektionskrankheiten des Geflügels forschen.

## Schriften (Auswahl)
- Forschendes Lernen und Lehre der Geflügelkrankheiten, Giessen 1993
- mit Karl Trautwein: Aufzuchthygiene und Aufzuchtkrankheiten der Haustiere, Frankfurt am Main 1962
- mit Edzard Gerriets: Geflügelkrankheiten. Lehrbuch für Tierärzte und Studierende der Veterinärmedizin, Berlin, Hamburg 1959
- Die häufigsten Geflügelkrankheiten und ihre Bekämpfung, Berlin, Stuttgart 1953